# قافلة النصر
قافلة النصر (بالإسبانية: Convoy de la Victoria)‏ هي معركة بحرية إسبانية وقعت في 5 أغسطس 1936 في مضيق جبل طارق خلال الحرب الأهلية الإسبانية، بين مرافقة قافلة وطنية ومدمرة البحرية الجمهورية الكالا غاليانو.

## البداية
بناء على إصرار الجنرال فرانكو، كان هناك حاجة ملحة لنقل القوات من شمال أفريقيا للعمل كقوة امداد وتعزيز التقدم الذي أحرزه المتمردون في شبه الجزيرة. تم التخطيط لعمل مجنون من حيث المبدأ، بسبب النقص التام في الإمداد البشري وقلة معرفة الجنرالات الجيش الإسباني المتمردين الذين لم يقدروا من حيث المبدأ اختلاف القوى بين الحكومة والوحدات المتمردة. لذا ففي نهاية يوليو 1936 كانت قوة المتمردين في وضع صعب. فقد احتفظت الجمهورية بثلثي مساحة البلاد والعاصمة واحتياطيات الذهب والمراكز الحضرية الرئيسية ومعظم الصناعات. تم عزل قوة الصدمة الرئيسية للمتمردين وهو جيش إسبانيا الأفريقي في المغرب الإسباني. وكانت الجمهورية تسيطر على معظم البحرية، ومن 19 يوليو كانت السفن الحربية الجمهورية الإسبانية تقوم بدوريات في المياه بين المغرب والبر الرئيسي.
ووفقًا لمايكل ألبرت فإن قرار الجنرال فرانكو لم يكن بعيد المنال، لأنه استند إلى ثقته «بفعالية غير معروفة حتى الآن للطيران ضد أسطول حربي في أعالي البحار وفي عدم خبرة أطقم الجمهوريين، والتي وبحسب المراقبين ملتوين ويهربون بمجرد مهاجمتهم». إضافة إلى ذلك تم اختيار «لحظة التشتت الأقصى للعدو»، وهو يوم 5 أغسطس حيث تزويد معظم الأسطول بالوقود والقيام بالفحص الروتيني أو كانوا بعيدًا عن المضيق: وهذا خطأ فادح يدل على عدم وجود سلطة صنع القرار وقلة المعلومات.
قبل انطلاق القوات في البحر، جرت محادثات بين قائد سفينة إدواردو داتو الجنرال ألفريدو كيندلان وبين فرانسيسكو فرانكو، حيث تعرض لإمكانية فقدان جميع السفن ومن عليها من طواقم الرجال إذا وقفت في طريقهم المدمرة الحكومية، حيث كانت تلك المدمرات متفوقة بما يكفي لضرب أو اغراق أي من السفن ولن يكون لديه أي مشكلة. ومع ذلك ثبت فرانكو على قراره. فأمر الجنرال كيندلان لجميع القوات المتاحة بالمراقبة والدعم الجوي لمساعدة وتنبيه قادة الزوارق الحربية، حتى يتمكن من اتخاذ القرارات المناسبة. وقد قامت ألمانيا النازية وإيطاليا الفاشية بمساعدة جوية قوية، تمكن القوميون من نقل قواتهم جواً من إفريقيا إلى أندلسيا.
استلم القوميون طائرات نقل من ألمانيا وإيطاليا. فأرسلت ألمانيا 20 يونكر يو 52 ما بين 29 يوليو و 5 أغسطس، تمكن بها القوميون من حمل 1500 رجل من جيش إسبانيا الأفريقي عبر المضيق جواً، و 15,000 آخرين بين 5 و 15 أغسطس. يقدر المؤرخ هيو توماس أن 12,000 رجل تم نقلهم بالطائرات بين أغسطس وسبتمبر.
صرح هتلر: "يجب على فرانكو إقامة نصب تذكاري لمجد يونكر يو 52. كان هذا النجاح ضربة نفسية كبيرة (خبر وصول المزيد من المغاربة ينشر الرعب بين الجمهوريين)، لكن البحرية الجمهورية لا تزال تسيطر على المضيق والبارجة الجمهورية خايمي الأول يمكنها تهديد طائرات النقل بما لديها من مضاد للطائرات الثقيل.

## الحملة
في 5 أغسطس قرر فرانكو كسر الحصار البحري الجمهوري مع قافلة من السفن التجارية تحمل 2500 إلى 3000 جندي، مع المعدات والأسلحة الثقيلة. غادرت القافلة من سبتة وتتكون من أربعة سفن نقل يرافقها زورق داتو وسفينة خفر السواحل Uad Kert وقارب T-1 القديم من طوربيد T-19. تم تغطية القافلة بخمس قاذفات سافويا - ماركيتي SM.81، وثلاث قذائف من طراز F.VII، وواحدة من طراز DC-2، ومقاتلتان من NiD.52، ومقاتلتان من طراز Do J وسرب من القاذفات Breguet 19.‏
كان هناك ثلاث مدمرات حكومية تراقب موانئ المغرب الإسباني عن كثب، ثم وفي صباح 5 أغسطس شنت طائرات التمرد هجمات جوية ضد سفن الحكومة في المضيق، وأجبرت السلطات البريطانية المدمرة الجمهورية ليبانتو على مغادرة جبل طارق بسبب رفضهم دفن القتلى عندهم، فذهبت إلى ملقة. وبسبب هذا أصبحت ألكالا غاليانو هي الوحيدة التي تراقب. مما سهل وصول القافلة المتوجهة إلى الجزيرة الخضراء مساء بعد تبادل قصير للنيران.
أثناء الرسو في الجزيرة الخضراء، كان الطراد إدواردو داتو الذي لم يدخل بعد قد اكتشف في تلك اللحظة مدمرة تدخل الخليج. على الرغم من أن الحبال كانت مشدودة إلا أنه فتح النار عليه، وأطلق ثلاث طلقات فقط سقطت على مسافة قصيرة من المدمرة، والتي اتضح أنها المدمرة البريطانية HMS Basilisk، التي كانت في لحظة دخول قاعدتها في الصخرة، والتي بسبب عظمتها على غرار المدمرتين من فئة Churruca، فقد تم اعتبارها بالخطأ أنها تابعة للحكومة. وأثناء عودة الكالا غاليانو إلى مالقة، تعرضت للهجوم والضرب من قبل طائرات التمرد. تزعم مصادر القوميون أن 18 من البحارة قتلوا وأصيب 28.

## النتائج
بدءا من 6 أغسطس تمكنت سفن نقل الجنود والذخائر من عبور مضيق جبل طارق، مع غطاء من القاذفات الإيطالية. وفي 7 أغسطس قصفت البارجة خايمي الأول والطراد ليبرتاد ميناء الجزيرة الخضراء ملحقة أضرارًا بالغة بالسفينتين داتو وUad Kert. ومع ذلك فقد تمكنت المقاتلات الألمانية يونكرز جو 52 في الأسبوع الأول من أغسطس من ضرب البارجة الحكومية خايمي الأول وضايقت قاذفات القنابل الإيطالية الأسطول الجمهوري بحيث لم يعد بإمكانهم منع مرور سفن النقل. علاوة على ذلك فقد أضحت السفن الحربية الجمهورية غير فعالة مع أطقمها، ومع ظهور الطرادين ألمانيين دويتشلاند وال أدميرال شير الذين قاموا بدوريات في المضيق.
وفوق ذلك، كانت السلطات البريطانية في جبل طارق وطنجة معادية للجمهورية. فقد رفضت شركات النفط البريطانية في جبل طارق بيع الوقود للبحرية الجمهورية. وامتنعت لجنة طنجة الدولية من استخدام الميناء للبحرية الجمهورية، لأن ذلك مخالفًا لحياد المدينة، لكنه سمح بمرور الطعام والبضائع والبنزين في طائرات النقل الألمانية إلى المغرب الإسباني. وبحلول نهاية سبتمبر، فقدت الجمهورية سيطرتها على المياه بين المغرب والبر الرئيسي بعد معركة رأس سبارطيل.